# Psammoryctides barbatus
Psammoryctides barbatus är en ringmaskart som först beskrevs av Grube 1861.  Psammoryctides barbatus ingår i släktet Psammoryctides och familjen glattmaskar.
Artens utbredningsområde är Östersjön. Arten är reproducerande i Sverige. Inga underarter finns listade i Catalogue of Life.